# Indium(III)fluoride
Indium(III)fluoride, ook wel indiumtrifluoride genoemd is de chemische verbinding van indium en fluor met de formule InF3. Het zout is een witte, vaste stof.
De kristalstructuur is hexagonaal en lijkt erg veel op die van rodium(III)fluoride.  Ieder indium-atoom is octa-edrisch omgeven. De stof ontstaat in de reactie van indium(III)oxide met waterstoffluoride.
Indium(III)fluoride wordt toegepast in de bereiding van is zuurstofvrij glas en als katalysator in de additie van trimethylsilylcyanide (TMSCN) aan aldehydes waarbij cyanohydrines gevormd worden.